# Convocazioni per il Campionato mondiale femminile di pallacanestro 2018
Elenco delle giocatrici convocate da ciascuna Nazionale partecipante al Campionato mondiale femminile di pallacanestro 2018.
Il simbolo  indica il capitano della squadra.
L'età è stata calcolata alla data di apertura del torneo. Il club di appartenenza è quello con cui la giocatrice ha firmato prima dell'inizio del torneo.

## Argentina
La selezione è composta da:
| N. | Giocatrice        | Ruolo | Data di nascita (età)*      | Altezza* | Squadra               |
| -- | ----------------- | ----- | --------------------------- | -------- | --------------------- |
| 4  | Macarena Rosset   | G     | 23 febbraio 1991 (27 anni)  | 1,78 m   | Pol. A.Galli          |
| 5  | Macarena D'Urso   | G     | 16 dicembre 1991 (26 anni)  | 1,62 m   | CB Almeria            |
| 6  | Victoria Llorente | A     | 5 giugno 1996 (22 anni)     | 1,80 m   | Bembibre              |
| 8  | Andrea Boquete    | A     | 24 settembre 1990 (27 anni) | 1,83 m   | Obras Basket          |
| 9  | Celia Fiorotto    | A     | 2 giugno 1992 (26 anni)     | 1,86 m   | Deportivo Berazategui |
| 10 | Agostina Burani   | C     | 4 ottobre 1991 (26 anni)    | 1,86 m   | Union Florida         |
| 11 | Melisa Gretter    | G     | 24 gennaio 1993 (25 anni)   | 1,67 m   | Union Florida         |
| 12 | Ornella Santana   | AC    | 17 settembre 1990 (28 anni) | 1,80 m   | CB Almeria            |
| 13 | Débora González   | P     | 10 gennaio 1990 (28 anni)   | 1,70 m   | Dike Napoli           |
| 15 | Mara Marchizotti  | C     | 16 giugno 1994 (24 anni)    | 1,92 m   | Rocamora              |
| 17 | Agustina Leiva    | AC    | 17 agosto 1996 (22 anni)    | 1,85 m   | Deportivo Berazategui |
| 22 | Natacha Pérez     | AG    | 30 marzo 1991 (27 anni)     | 1,76 m   | Las Heras Mendoza     |

* Statura media: 1,79 m, età media: 26 anni.
Allenatore: Christian Santander
Assistente: Sebastian Silva, Juan Ferreira Martinez

## Australia
| La selezione è stata comunicata il 22 agosto. Prima del torneo Leilani Mitchell è stata sostituita da Sami Whitcomb, successivamente anche Lauren Mansfield, infortunatasi, è stata sostituita da Tessa Lavey; quindi la squadra australiana è composta da: \| N. \| Giocatrice \| Ruolo \| Data di nascita (età)* \| Altezza* \| Squadra \| \| -- \| ---------------- \| ----- \| --------------------------- \| -------- \| ----------------- \| \| 4 \| Jenna O'Hea \| G \| 6 giugno 1987 (31 anni) \| 1,86 m \| Melbourne Boomers \| \| 6 \| Stephanie Talbot \| AG \| 15 giugno 1994 (24 anni) \| 1,88 m \| Phoenix Mercury \| \| 7 \| Tess Madgen \| G \| 12 agosto 1990 (28 anni) \| 1,80 m \| Townsville Fire \| \| 8 \| Liz Cambage \| C \| 18 agosto 1991 (27 anni) \| 2,03 m \| Dallas Wings \| \| 9 \| Rebecca Allen \| G \| 6 novembre 1992 (25 anni) \| 1,88 m \| N.Y. Liberty \| \| 10 \| Katie Ebzery \| P \| 8 gennaio 1990 (28 anni) \| 1,78 m \| Perth Lynx \| \| 11 \| Alanna Smith \| A \| 10 settembre 1996 (22 anni) \| 1,90 m \| Stanford Cardinal \| \| 12 \| Alexandra Bunton \| C \| 13 ottobre 1993 (24 anni) \| 1,96 m \| Sydney Flames \| \| 13 \| Ezi Magbegor \| A \| 13 agosto 1999 (19 anni) \| 1,93 m \| Melbourne Boomers \| \| 14 \| Tessa Lavey \| P \| 29 marzo 1993 (25 anni) \| 1,72 m \| Danden. Rangers \| \| 15 \| Cayla George \| AC \| 1º maggio 1989 (29 anni) \| 1,93 m \| Dallas Wings \| \| 32 \| Sami Whitcomb \| G \| 20 luglio 1988 (30 anni) \| 1,78 m \| Seattle Storm \| * Statura media: 1,87 m, età media: 26 anni. Allenatore: Sandy Brondello Assistente: Cheryl Chambers, Paul Goriss |                  |       |                             |          |                   |
| N. | Giocatrice       | Ruolo | Data di nascita (età)*      | Altezza* | Squadra           |
| 4 | Jenna O'Hea      | G     | 6 giugno 1987 (31 anni)     | 1,86 m   | Melbourne Boomers |
| 6 | Stephanie Talbot | AG    | 15 giugno 1994 (24 anni)    | 1,88 m   | Phoenix Mercury   |
| 7 | Tess Madgen      | G     | 12 agosto 1990 (28 anni)    | 1,80 m   | Townsville Fire   |
| 8 | Liz Cambage      | C     | 18 agosto 1991 (27 anni)    | 2,03 m   | Dallas Wings      |
| 9 | Rebecca Allen    | G     | 6 novembre 1992 (25 anni)   | 1,88 m   | N.Y. Liberty      |
| 10 | Katie Ebzery     | P     | 8 gennaio 1990 (28 anni)    | 1,78 m   | Perth Lynx        |
| 11 | Alanna Smith     | A     | 10 settembre 1996 (22 anni) | 1,90 m   | Stanford Cardinal |
| 12 | Alexandra Bunton | C     | 13 ottobre 1993 (24 anni)   | 1,96 m   | Sydney Flames     |
| 13 | Ezi Magbegor     | A     | 13 agosto 1999 (19 anni)    | 1,93 m   | Melbourne Boomers |
| 14 | Tessa Lavey      | P     | 29 marzo 1993 (25 anni)     | 1,72 m   | Danden. Rangers   |
| 15 | Cayla George     | AC    | 1º maggio 1989 (29 anni)    | 1,93 m   | Dallas Wings      |
| 32 | Sami Whitcomb    | G     | 20 luglio 1988 (30 anni)    | 1,78 m   | Seattle Storm     |

## Belgio
| La selezione belga, comunicata il 14 settembre, è composta da: \| N. \| Giocatrice \| Ruolo \| Data di nascita (età)* \| Altezza* \| Squadra \| \| -- \| ------------------ \| ----- \| --------------------------- \| -------- \| ------------------- \| \| 5 \| Kim Mestdagh \| G \| 12 marzo 1990 (28 anni) \| 1,78 m \| Avenida \| \| 6 \| Antonia Delaere \| AP \| 1º agosto 1994 (24 anni) \| 1,80 m \| Castors Braine \| \| 8 \| Hatty Nawezhi \| AG \| 7 settembre 1994 (24 anni) \| 1,85 m \| Rioja ISB \| \| 9 \| Marjorie Carpréaux \| P \| 17 settembre 1987 (31 anni) \| 1,61 m \| Kangoeroes Mechelen \| \| 11 \| Emma Meesseman \| C \| 13 maggio 1993 (25 anni) \| 1,92 m \| UMMC Ekaterinburg \| \| 12 \| Ann Wauters \| C \| 12 ottobre 1980 (37 anni) \| 1,95 m \| Yakın Doğu \| \| 13 \| Kyara Linskens \| C \| 13 novembre 1996 (21 anni) \| 1,93 m \| Gorzów Wielkopolski \| \| 22 \| Hanne Mestdagh \| AP \| 19 aprile 1993 (25 anni) \| 1,78 m \| Namur Capitale \| \| 32 \| Heleen Nauwelaers \| AG \| 14 marzo 1996 (22 anni) \| 1,80 m \| Bembibre \| \| 35 \| Julie Vanloo \| P \| 10 febbraio 1993 (25 anni) \| 1,68 m \| PEAC Pecs \| \| 42 \| Jana Raman \| AG \| 15 febbraio 1991 (27 anni) \| 1,87 m \| Picken Claret \| \| 55 \| Julie Allemand \| G \| 7 luglio 1996 (22 anni) \| 1,68 m \| Lyon ASVEL \| * Statura media: 1,80 m, età media: 26 anni. Allenatore: Philip Mestdagh Assistente: Pierre Cornia, Sven Van Camp |                    |       |                             |          |                     |
| N. | Giocatrice         | Ruolo | Data di nascita (età)*      | Altezza* | Squadra             |
| 5 | Kim Mestdagh       | G     | 12 marzo 1990 (28 anni)     | 1,78 m   | Avenida             |
| 6 | Antonia Delaere    | AP    | 1º agosto 1994 (24 anni)    | 1,80 m   | Castors Braine      |
| 8 | Hatty Nawezhi      | AG    | 7 settembre 1994 (24 anni)  | 1,85 m   | Rioja ISB           |
| 9 | Marjorie Carpréaux | P     | 17 settembre 1987 (31 anni) | 1,61 m   | Kangoeroes Mechelen |
| 11 | Emma Meesseman     | C     | 13 maggio 1993 (25 anni)    | 1,92 m   | UMMC Ekaterinburg   |
| 12 | Ann Wauters        | C     | 12 ottobre 1980 (37 anni)   | 1,95 m   | Yakın Doğu          |
| 13 | Kyara Linskens     | C     | 13 novembre 1996 (21 anni)  | 1,93 m   | Gorzów Wielkopolski |
| 22 | Hanne Mestdagh     | AP    | 19 aprile 1993 (25 anni)    | 1,78 m   | Namur Capitale      |
| 32 | Heleen Nauwelaers  | AG    | 14 marzo 1996 (22 anni)     | 1,80 m   | Bembibre            |
| 35 | Julie Vanloo       | P     | 10 febbraio 1993 (25 anni)  | 1,68 m   | PEAC Pecs           |
| 42 | Jana Raman         | AG    | 15 febbraio 1991 (27 anni)  | 1,87 m   | Picken Claret       |
| 55 | Julie Allemand     | G     | 7 luglio 1996 (22 anni)     | 1,68 m   | Lyon ASVEL          |

## Canada
| La selezione, comunicata il 6 settembre, è composta da: \| N. \| Giocatrice \| Ruolo \| Data di nascita (età)* \| Altezza* \| Squadra \| \| -- \| -------------------- \| ----- \| --------------------------- \| -------- \| ----------------- \| \| 4 \| Miah-Marie Langlois \| P \| 21 settembre 1991 (27 anni) \| 1,72 m \| D. Novosibirsk \| \| 5 \| Kia Nurse \| G \| 22 febbraio 1996 (22 anni) \| 1,82 m \| N.Y. Liberty \| \| 6 \| Bridget Carleton \| G \| 22 maggio 1997 (21 anni) \| 1,85 m \| Iowa St. Cyclones \| \| 7 \| Nayo Raincock-Ekunwe \| A \| 15 settembre 1991 (27 anni) \| 1,88 m \| C.J.M. Bourges \| \| 8 \| Kim Gaucher \| AG \| 7 maggio 1984 (34 anni) \| 1,86 m \| USO Mondeville \| \| 9 \| Miranda Ayim \| A \| 6 maggio 1988 (30 anni) \| 1,91 m \| Basket Landes \| \| 10 \| Nirra Fields \| G \| 3 dicembre 1993 (24 anni) \| 1,76 m \| Katarzynki Toruń \| \| 11 \| Natalie Achonwa \| C \| 22 novembre 1992 (25 anni) \| 1,91 m \| Indiana Fever \| \| 12 \| Jamie Weisner \| G \| 9 agosto 1994 (24 anni) \| 1,78 m \| Bendigo Spirit \| \| 13 \| Shay Colley \| G \| 6 gennaio 1996 (22 anni) \| 1,76 m \| MSU Spartans \| \| 15 \| Michelle Plouffe \| AP \| 15 settembre 1992 (26 anni) \| 1,91 m \| Lyon ASVEL \| \| 22 \| Ruth Hamblin \| C \| 24 giugno 1994 (24 anni) \| 1,98 m \| Castors Braine \| * Statura media: 1,84 m, età media: 26 anni. Allenatore: Lisa Thomaidis Assistente: Steve Baur, Carly Clarke |                      |       |                             |          |                   |
| N. | Giocatrice           | Ruolo | Data di nascita (età)*      | Altezza* | Squadra           |
| 4 | Miah-Marie Langlois  | P     | 21 settembre 1991 (27 anni) | 1,72 m   | D. Novosibirsk    |
| 5 | Kia Nurse            | G     | 22 febbraio 1996 (22 anni)  | 1,82 m   | N.Y. Liberty      |
| 6 | Bridget Carleton     | G     | 22 maggio 1997 (21 anni)    | 1,85 m   | Iowa St. Cyclones |
| 7 | Nayo Raincock-Ekunwe | A     | 15 settembre 1991 (27 anni) | 1,88 m   | C.J.M. Bourges    |
| 8 | Kim Gaucher          | AG    | 7 maggio 1984 (34 anni)     | 1,86 m   | USO Mondeville    |
| 9 | Miranda Ayim         | A     | 6 maggio 1988 (30 anni)     | 1,91 m   | Basket Landes     |
| 10 | Nirra Fields         | G     | 3 dicembre 1993 (24 anni)   | 1,76 m   | Katarzynki Toruń  |
| 11 | Natalie Achonwa      | C     | 22 novembre 1992 (25 anni)  | 1,91 m   | Indiana Fever     |
| 12 | Jamie Weisner        | G     | 9 agosto 1994 (24 anni)     | 1,78 m   | Bendigo Spirit    |
| 13 | Shay Colley          | G     | 6 gennaio 1996 (22 anni)    | 1,76 m   | MSU Spartans      |
| 15 | Michelle Plouffe     | AP    | 15 settembre 1992 (26 anni) | 1,91 m   | Lyon ASVEL        |
| 22 | Ruth Hamblin         | C     | 24 giugno 1994 (24 anni)    | 1,98 m   | Castors Braine    |

## Cina
La selezione è composta da:
| N. | Giocatrice   | Ruolo | Data di nascita (età)*     | Altezza* | Squadra                 |
| -- | ------------ | ----- | -------------------------- | -------- | ----------------------- |
| 3  | Yang Liwei   | P     | 2 gennaio 1995 (23 anni)   | 1,76 m   | Guangd. Dolphins        |
| 4  | Li Yuan      | G     | 29 maggio 2000 (18 anni)   | 1,70 m   | Shandong Sports Lottery |
| 5  | Wang Siyu    | G     | 16 ottobre 1995 (22 anni)  | 1,80 m   | Shandong Sports Lottery |
| 7  | Shao Ting    | AP    | 10 dicembre 1989 (28 anni) | 1,84 m   | Beijing Great Wall      |
| 8  | Wang Xuemeng | A     | 20 ottobre 1993 (24 anni)  | 1,84 m   | Bayi Kylin              |
| 9  | Li Meng      | G     | 2 gennaio 1995 (23 anni)   | 1,83 m   | Shenyang G. Lions       |
| 10 | Ma Xueya     | A     | 16 dicembre 1993 (24 anni) | 1,87 m   | Shanxi Flame            |
| 11 | Huang Sijing | A     | 8 gennaio 1996 (22 anni)   | 1,90 m   | Guangd. Dolphins        |
| 12 | Liu Jiacen   | C     | 30 marzo 1989 (29 anni)    | 1,90 m   | Heil. Dragons           |
| 13 | Sun Mengran  | C     | 16 luglio 1992 (26 anni)   | 1,97 m   | Bayi Kylin              |
| 14 | Li Yueru     | C     | 28 marzo 1999 (19 anni)    | 2,00 m   | Guangd. Dolphins        |
| 15 | Han Xu       | C     | 31 ottobre 1999 (18 anni)  | 2,05 m   | Xinjiang Tianshan Deers |

* Statura media: 1,87 m, età media: 23 anni.
Allenatore: Xu Limin
Assistente: Zheng Wei, Jia Nan

## Corea del Sud
La selezione è composta da:
| N. | Giocatrice      | Ruolo | Data di nascita (età)*      | Altezza* | Squadra                     |
| -- | --------------- | ----- | --------------------------- | -------- | --------------------------- |
| 1  | Park Ha-na      | G     | 14 settembre 1990 (28 anni) | 1,76 m   | Blue Minx Yongin            |
| 2  | Park Ji-hyeon   | A     | 7 aprile 2000 (18 anni)     | 1,80 m   | Soongeui Girl's High school |
| 3  | Kang I-seul     | AP    | 5 aprile 1994 (24 anni)     | 1,80 m   | KEB Bucheon                 |
| 5  | Sim Seong-yeong | G     | 14 ottobre 1992 (25 anni)   | 1,65 m   | Cheongju KB Stars           |
| 6  | Choe Eun-sil    | AG    | 17 agosto 1994 (24 anni)    | 1,83 m   | Hansae Chuncheon            |
| 7  | Park Hye-jin    | G     | 22 luglio 1990 (28 anni)    | 1,78 m   | Hansae Chuncheon            |
| 9  | Baek Ji-eun     | G     | 5 gennaio 1988 (30 anni)    | 1,77 m   | KEB Bucheon                 |
| 10 | Kim Dan-bi      | A     | 27 febbraio 1990 (28 anni)  | 1,80 m   | KEB Bucheon                 |
| 11 | Im Yeong-hui    | A     | 29 maggio 1980 (38 anni)    | 1,78 m   | Hansae Chuncheon            |
| 13 | Kim Jeong-eun   | A     | 7 settembre 1987 (31 anni)  | 1,80 m   | KEB Bucheon                 |
| 19 | Park Ji-su      | C     | 6 dicembre 1998 (19 anni)   | 1,92 m   | Las Vegas Aces              |
| 35 | Kim Han-byeol   | AG    | 21 novembre 1986 (31 anni)  | 1,78 m   | Blue Minx Yongin            |

* Statura media: 1,79 m, età media: 27 anni.
Allenatore: Lee Mun-gyu
Assistente: Ha Sook-rye

## Francia
| La selezione, comunicata il 3 settembre, è composta da: \| N. \| Giocatrice \| Ruolo \| Data di nascita (età)* \| Altezza* \| Squadra \| \| -- \| -------------------- \| ----- \| -------------------------- \| -------- \| ------------------ \| \| 0 \| Olivia Époupa \| PG \| 30 aprile 1994 (24 anni) \| 1,64 m \| Villeneuve-d'Ascq \| \| 5 \| Endéné Miyem \| C \| 15 maggio 1988 (30 anni) \| 1,88 m \| Lattes Montpellier \| \| 7 \| Sandrine Gruda \| C \| 25 giugno 1987 (31 anni) \| 1,93 m \| Famila Schio \| \| 8 \| Helena Ciak \| C \| 15 dicembre 1989 (28 anni) \| 1,97 m \| Lattes Montpellier \| \| 10 \| Sarah Michel \| AP \| 10 gennaio 1989 (29 anni) \| 1,80 m \| C.J.M. Bourges \| \| 11 \| Valériane Ayayi \| AP \| 29 aprile 1994 (24 anni) \| 1,84 m \| ZVVZ USK Praga \| \| 12 \| Alexia Chartereau \| C \| 5 settembre 1998 (20 anni) \| 1,90 m \| C.J.M. Bourges \| \| 17 \| Marine Johannès \| G \| 21 gennaio 1995 (23 anni) \| 1,77 m \| C.J.M. Bourges \| \| 21 \| Marième Badiane \| A \| 24 novembre 1994 (23 anni) \| 1,90 m \| Lyon ASVEL \| \| 39 \| Alix Duchet \| G \| 30 dicembre 1997 (20 anni) \| 1,68 m \| Cavigal Nizza \| \| 47 \| Romane Bernies \| G \| 27 giugno 1993 (25 anni) \| 1,70 m \| Lattes Montpellier \| \| 93 \| Diandra Tchatchouang \| AP \| 14 giugno 1991 (27 anni) \| 1,89 m \| Lattes Montpellier \| * Statura media: 1,82 m, età media: 25 anni. Allenatore: Valérie Garnier Assistenti: Olivier Lafargue, Gregory Halin |                      |       |                            |          |                    |
| N. | Giocatrice           | Ruolo | Data di nascita (età)*     | Altezza* | Squadra            |
| 0 | Olivia Époupa        | PG    | 30 aprile 1994 (24 anni)   | 1,64 m   | Villeneuve-d'Ascq  |
| 5 | Endéné Miyem         | C     | 15 maggio 1988 (30 anni)   | 1,88 m   | Lattes Montpellier |
| 7 | Sandrine Gruda       | C     | 25 giugno 1987 (31 anni)   | 1,93 m   | Famila Schio       |
| 8 | Helena Ciak          | C     | 15 dicembre 1989 (28 anni) | 1,97 m   | Lattes Montpellier |
| 10 | Sarah Michel         | AP    | 10 gennaio 1989 (29 anni)  | 1,80 m   | C.J.M. Bourges     |
| 11 | Valériane Ayayi      | AP    | 29 aprile 1994 (24 anni)   | 1,84 m   | ZVVZ USK Praga     |
| 12 | Alexia Chartereau    | C     | 5 settembre 1998 (20 anni) | 1,90 m   | C.J.M. Bourges     |
| 17 | Marine Johannès      | G     | 21 gennaio 1995 (23 anni)  | 1,77 m   | C.J.M. Bourges     |
| 21 | Marième Badiane      | A     | 24 novembre 1994 (23 anni) | 1,90 m   | Lyon ASVEL         |
| 39 | Alix Duchet          | G     | 30 dicembre 1997 (20 anni) | 1,68 m   | Cavigal Nizza      |
| 47 | Romane Bernies       | G     | 27 giugno 1993 (25 anni)   | 1,70 m   | Lattes Montpellier |
| 93 | Diandra Tchatchouang | AP    | 14 giugno 1991 (27 anni)   | 1,89 m   | Lattes Montpellier |

## Giappone
| La selezione è composta da: \| N. \| Giocatrice \| Ruolo \| Data di nascita (età)* \| Altezza* \| Squadra \| \| -- \| -------------- \| ----- \| -------------------------- \| -------- \| -------------------------- \| \| 0 \| Moeko Nagaoka \| A \| 29 dicembre 1993 (24 anni) \| 1,82 m \| Toyota Antelopes \| \| 1 \| Manami Fujioka \| P \| 1º febbraio 1994 (24 anni) \| 1,70 m \| JX-Eneos Sunflowers \| \| 7 \| Saki Mizushima \| G \| 24 aprile 1991 (27 anni) \| 1,71 m \| Toyota Antelopes \| \| 8 \| Maki Takada \| AG \| 23 agosto 1989 (29 anni) \| 1,83 m \| Denso Iris \| \| 13 \| Rui Machida \| P \| 8 marzo 1993 (25 anni) \| 1,62 m \| Fujitsu Red Wave \| \| 15 \| Nako Motohashi \| G \| 10 ottobre 1993 (24 anni) \| 1,64 m \| Haneda Vickies \| \| 24 \| Mika Kurihara \| G \| 14 maggio 1989 (29 anni) \| 1,76 m \| Toyota Antelopes \| \| 30 \| Evelyn Mawuli \| AP \| 2 giugno 1995 (23 anni) \| 1,80 m \| Toyota Antelopes \| \| 41 \| Haruno Nemoto \| G \| 18 aprile 1995 (23 anni) \| 1,75 m \| Mitsubishi Electric Koalas \| \| 52 \| Yuki Miyazawa \| AP \| 2 giugno 1993 (25 anni) \| 1,82 m \| JX-Eneos Sunflowers \| \| 88 \| Himawari Akaho \| C \| 28 agosto 1998 (20 anni) \| 1,84 m \| Denso Iris \| \| 99 \| Monica Okoye \| AP \| 7 febbraio 1999 (19 anni) \| 1,81 m \| Denso Iris \| * Statura media: 1,76 m, età media: 24 anni. Allenatore: Tom Hovasse Assistente: Toru Ontsuka |                |       |                            |          |                            |
| N. | Giocatrice     | Ruolo | Data di nascita (età)*     | Altezza* | Squadra                    |
| 0 | Moeko Nagaoka  | A     | 29 dicembre 1993 (24 anni) | 1,82 m   | Toyota Antelopes           |
| 1 | Manami Fujioka | P     | 1º febbraio 1994 (24 anni) | 1,70 m   | JX-Eneos Sunflowers        |
| 7 | Saki Mizushima | G     | 24 aprile 1991 (27 anni)   | 1,71 m   | Toyota Antelopes           |
| 8 | Maki Takada    | AG    | 23 agosto 1989 (29 anni)   | 1,83 m   | Denso Iris                 |
| 13 | Rui Machida    | P     | 8 marzo 1993 (25 anni)     | 1,62 m   | Fujitsu Red Wave           |
| 15 | Nako Motohashi | G     | 10 ottobre 1993 (24 anni)  | 1,64 m   | Haneda Vickies             |
| 24 | Mika Kurihara  | G     | 14 maggio 1989 (29 anni)   | 1,76 m   | Toyota Antelopes           |
| 30 | Evelyn Mawuli  | AP    | 2 giugno 1995 (23 anni)    | 1,80 m   | Toyota Antelopes           |
| 41 | Haruno Nemoto  | G     | 18 aprile 1995 (23 anni)   | 1,75 m   | Mitsubishi Electric Koalas |
| 52 | Yuki Miyazawa  | AP    | 2 giugno 1993 (25 anni)    | 1,82 m   | JX-Eneos Sunflowers        |
| 88 | Himawari Akaho | C     | 28 agosto 1998 (20 anni)   | 1,84 m   | Denso Iris                 |
| 99 | Monica Okoye   | AP    | 7 febbraio 1999 (19 anni)  | 1,81 m   | Denso Iris                 |

## Grecia
La selezione è composta da:
| N. | Giocatrice            | Ruolo | Data di nascita (età)*     | Altezza* | Squadra            |
| -- | --------------------- | ----- | -------------------------- | -------- | ------------------ |
| 5  | Evina Stamatī         | G     | 2 agosto 1984 (34 anni)    | 1,78 m   | Olympiacos         |
| 6  | Lolita Lymoura        | P     | 10 marzo 1985 (33 anni)    | 1,80 m   | PAOK Salonicco     |
| 7  | Anna Spyridopoulou    | AP    | 2 novembre 1988 (29 anni)  | 1,84 m   | Olympiacos         |
| 8  | Pīnelopī Pavlopoulou  | P     | 3 marzo 1996 (22 anni)     | 1,72 m   | Olympiacos         |
| 9  | Euanthia Maltsī       | G     | 30 dicembre 1978 (39 anni) | 1,80 m   | Olympiacos         |
| 11 | Aggelikī Nikolopoulou | P     | 2 maggio 1991 (27 anni)    | 1,74 m   | Olympiacos         |
| 12 | Katerina Sōtīriou     | AG    | 3 gennaio 1984 (34 anni)   | 1,84 m   | Olympiacos BC      |
| 13 | Afroditī Kosma        | AG    | 6 giugno 1983 (35 anni)    | 1,86 m   | Olympiacos         |
| 15 | Artemis Spanou        | AG    | 1º gennaio 1993 (25 anni)  | 1,86 m   | UNI Győr           |
| 19 | Stylianī Kaltsidou    | AP    | 12 gennaio 1983 (35 anni)  | 1,88 m   | Orzel Polkowice    |
| 21 | Eleanna Christinakī   | AP    | 16 dicembre 1996 (21 anni) | 1,84 m   | Maryland Terrapins |
| 34 | Mariella Fasoula      | C     | 2 settembre 1997 (21 anni) | 1,92 m   | Boston C. Eagles   |

* Statura media: 1,82 m, età media: 30 anni.
Allenatore: Kōstas Keramidas
Assistente: Eleni Kafantari, Angelos Tsikliras

## Lettonia
| La selezione, comunicata il 16 settembre, è composta da: \| N. \| Giocatrice \| Ruolo \| Data di nascita (età)* \| Altezza* \| Squadra \| \| -- \| --------------------- \| ----- \| --------------------------- \| -------- \| ------------------- \| \| 0 \| Dita Rozenberga \| AP \| 22 dicembre 1992 (25 anni) \| 1,80 m \| TTT Rīga \| \| 7 \| Elīna Babkina \| P \| 24 aprile 1989 (29 anni) \| 1,72 m \| Ślęza Breslavia \| \| 8 \| Gunta Baško-Melnbārde \| AP \| 27 aprile 1980 (38 anni) \| 1,81 m \| TTT Rīga \| \| 11 \| Aija Putniņa \| AG \| 15 gennaio 1988 (30 anni) \| 1,90 m \| Avenida \| \| 12 \| Anete Šteinberga \| AG \| 29 gennaio 1990 (28 anni) \| 1,90 m \| Reyer Venezia \| \| 13 \| Aija Brumermane \| C \| 17 ottobre 1986 (31 anni) \| 1,92 m \| TTT Rīga \| \| 15 \| Ieva Krastiņa \| G \| 22 luglio 1990 (28 anni) \| 1,72 m \| TTT Rīga \| \| 28 \| Kristīne Vītola \| C \| 2 giugno 1991 (27 anni) \| 1,96 m \| TTT Rīga \| \| 33 \| Kitija Laksa \| G \| 21 maggio 1996 (22 anni) \| 1,86 m \| South Florida Bulls \| \| 35 \| Kate Krēsliņa \| AP \| 14 aprile 1996 (22 anni) \| 1,84 m \| TTT Rīga \| \| 44 \| Baiba Eglīte \| G \| 9 gennaio 1989 (29 anni) \| 1,74 m \| TTT Rīga \| \| 45 \| Digna Strautmane \| AG \| 18 settembre 1998 (20 anni) \| 1,88 m \| Syracuse Orange \| * Statura media: 1,84 m, età media: 27 anni. Allenatore: Mārtiņš Zībarts Assistenti: Aigars Nerips, Guntis Endzels |                       |       |                             |          |                     |
| N. | Giocatrice            | Ruolo | Data di nascita (età)*      | Altezza* | Squadra             |
| 0 | Dita Rozenberga       | AP    | 22 dicembre 1992 (25 anni)  | 1,80 m   | TTT Rīga            |
| 7 | Elīna Babkina         | P     | 24 aprile 1989 (29 anni)    | 1,72 m   | Ślęza Breslavia     |
| 8 | Gunta Baško-Melnbārde | AP    | 27 aprile 1980 (38 anni)    | 1,81 m   | TTT Rīga            |
| 11 | Aija Putniņa          | AG    | 15 gennaio 1988 (30 anni)   | 1,90 m   | Avenida             |
| 12 | Anete Šteinberga      | AG    | 29 gennaio 1990 (28 anni)   | 1,90 m   | Reyer Venezia       |
| 13 | Aija Brumermane       | C     | 17 ottobre 1986 (31 anni)   | 1,92 m   | TTT Rīga            |
| 15 | Ieva Krastiņa         | G     | 22 luglio 1990 (28 anni)    | 1,72 m   | TTT Rīga            |
| 28 | Kristīne Vītola       | C     | 2 giugno 1991 (27 anni)     | 1,96 m   | TTT Rīga            |
| 33 | Kitija Laksa          | G     | 21 maggio 1996 (22 anni)    | 1,86 m   | South Florida Bulls |
| 35 | Kate Krēsliņa         | AP    | 14 aprile 1996 (22 anni)    | 1,84 m   | TTT Rīga            |
| 44 | Baiba Eglīte          | G     | 9 gennaio 1989 (29 anni)    | 1,74 m   | TTT Rīga            |
| 45 | Digna Strautmane      | AG    | 18 settembre 1998 (20 anni) | 1,88 m   | Syracuse Orange     |

## Nigeria
La selezione è composta da:
| N. | Giocatrice        | Ruolo | Data di nascita (età)*      | Altezza* | Squadra         |
| -- | ----------------- | ----- | --------------------------- | -------- | --------------- |
| 7  | Sarah Ogoke       | G     | 25 giugno 1990 (28 anni)    | 1,75 m   | Celta Vigo      |
| 8  | Nkechi Akashili   | G     | 22 febbraio 1990 (28 anni)  | 1,70 m   | First Bank      |
| 9  | Aisha Mohammed    | A     | 21 ottobre 1985 (32 anni)   | 1,93 m   | Istanbul Univ.  |
| 10 | Promise Amukamara | G     | 22 giugno 1993 (25 anni)    | 1,70 m   | CSM Satu Mare   |
| 11 | Adaora Elonu      | A     | 28 aprile 1990 (28 anni)    | 1,83 m   | Avenida         |
| 12 | Elo Edeferioka    | C     | 10 aprile 1993 (25 anni)    | 1,90 m   | Celta Vigo      |
| 13 | Evelyn Akhator    | AG    | 3 febbraio 1995 (23 anni)   | 1,80 m   | Beşiktaş        |
| 17 | Nkem Akaraiwe     | AC    | 22 dicembre 1996 (21 anni)  | 1,83 m   | First Bank      |
| 21 | Atonye Nyingifa   | P     | 8 dicembre 1990 (27 anni)   | 1,83 m   | Porta XI Ensino |
| 23 | Ezinne Kalu       | C     | 26 giugno 1992 (26 anni)    | 1,73 m   | Vasas Akademia  |
| 24 | Sarah Imovbioh    | AC    | 24 maggio 1992 (26 anni)    | 1,88 m   | PEAC-Pécs       |
| 30 | Cecilia Okoye     | AG    | 13 settembre 1991 (27 anni) | 1,85 m   | PBC Tirana      |

* Statura media: 1,81 m, età media: 26 anni.
Allenatore: Otis Hughley
Assistente: Peter Ahmedu, Shola Ogunade Shomala

## Porto Rico
La selezione è composta da:
| N. | Giocatrice        | Ruolo | Data di nascita (età)*      | Altezza* | Squadra               |
| -- | ----------------- | ----- | --------------------------- | -------- | --------------------- |
| 0  | Jennifer O'Neill  | P     | 19 aprile 1990 (28 anni)    | 1,65 m   | Sparta&K Vidnoe       |
| 2  | Tayra Meléndez    | P     | 29 ottobre 1993 (24 anni)   | 1,70 m   | Santeras de Aguada    |
| 3  | Anushka Maldonado | G     | 29 settembre 1995 (22 anni) | 1,85 m   | Univ. del Texas RGV   |
| 5  | Pamela Rosado     | AG    | 30 aprile 1986 (32 anni)    | 1,65 m   | Montañeras de Morovis |
| 9  | Ali Gibson        | P     | 27 marzo 1993 (25 anni)     | 1,91 m   | Santeras de Aguada    |
| 11 | Michelle González | G     | 3 agosto 1989 (29 anni)     | 1,68 m   | Montañeras de Morovis |
| 12 | Dayshalee Salamán | G     | 17 agosto 1990 (28 anni)    | 1,65 m   | Obras Sanitarias      |
| 14 | Mari Plácido      | AP    | 18 agosto 1987 (31 anni)    | 1,70 m   | Santeras de Aguada    |
| 22 | Ashley Pérez      | G     | 12 febbraio 1994 (24 anni)  | 1,70 m   | Univ. James Mason     |
| 23 | Yolanda Jones     | AP    | 6 marzo 1984 (34 anni)      | 1,84 m   | Gig. de Carolina      |
| 24 | Jazmon Gwathmey   | C     | 24 gennaio 1993 (25 anni)   | 1,88 m   | Gernika Bizkaia       |
| 25 | Isalys Quiñones   | AP    | 23 ottobre 1997 (20 anni)   | 1,91 m   | Dartmouth Big Green   |

* Statura media: 1,76 m, età media: 27 anni.
Allenatore: Jerry Batista
Assistente: Daniel Ortiz, Carlos Calcaño

## Senegal
| La selezione, comunicata l'11 settembre, è composta da: \| N. \| Giocatrice \| Ruolo \| Data di nascita (età)* \| Altezza* \| Squadra \| \| -- \| ----------------- \| ----- \| -------------------------- \| -------- \| ------------------- \| \| 1 \| Khady Dieng \| G \| 1º dicembre 1994 (23 anni) \| 1,78 m \| Auburn Tigers \| \| 4 \| Oumoul Thiam \| G \| 3 febbraio 1990 (28 anni) \| 1,79 m \| Santa Maria Machala \| \| 6 \| Oumoul Sarr \| C \| 25 gennaio 1984 (34 anni) \| 1,90 m \| Santa Maria Machala \| \| 7 \| Bintou Diémé \| P \| 1º febbraio 1984 (34 anni) \| 1,67 m \| Hainaut Basket \| \| 8 \| Mame Diodio Diouf \| G \| 15 dicembre 1984 (33 anni) \| 1,74 m \| Islas Canarias \| \| 10 \| Astou Traoré \| A \| 30 aprile 1981 (37 anni) \| 1,86 m \| Ensino Lugo C.B. \| \| 11 \| Maïmouna Diarra \| C \| 30 gennaio 1991 (27 anni) \| 1,98 m \| Zamarat \| \| 12 \| Mame-Marie Sy \| A \| 25 marzo 1985 (33 anni) \| 1,88 m \| Villeneuve-d'Ascq \| \| 24 \| Yacine Diop \| A \| 8 ottobre 1995 (22 anni) \| 1,78 m \| Pittsburgh Panthers \| \| 35 \| Aminata Fall \| C \| 13 agosto 1991 (27 anni) \| 1,93 m \| Geneve Basket \| \| 77 \| Ndèye Ndiaye \| G \| 21 luglio 1994 (24 anni) \| 1,80 m \| - \| \| 84 \| Aïcha Sidibé \| C \| 3 dicembre 1995 (22 anni) \| 1,85 m \| - \| * Statura media: 1,83 m, età media: 29 anni. Allenatore: Cheikh Sarr Assistente: Parfaito Adjivon, Khady Diop |                   |       |                            |          |                     |
| N. | Giocatrice        | Ruolo | Data di nascita (età)*     | Altezza* | Squadra             |
| 1 | Khady Dieng       | G     | 1º dicembre 1994 (23 anni) | 1,78 m   | Auburn Tigers       |
| 4 | Oumoul Thiam      | G     | 3 febbraio 1990 (28 anni)  | 1,79 m   | Santa Maria Machala |
| 6 | Oumoul Sarr       | C     | 25 gennaio 1984 (34 anni)  | 1,90 m   | Santa Maria Machala |
| 7 | Bintou Diémé      | P     | 1º febbraio 1984 (34 anni) | 1,67 m   | Hainaut Basket      |
| 8 | Mame Diodio Diouf | G     | 15 dicembre 1984 (33 anni) | 1,74 m   | Islas Canarias      |
| 10 | Astou Traoré      | A     | 30 aprile 1981 (37 anni)   | 1,86 m   | Ensino Lugo C.B.    |
| 11 | Maïmouna Diarra   | C     | 30 gennaio 1991 (27 anni)  | 1,98 m   | Zamarat             |
| 12 | Mame-Marie Sy     | A     | 25 marzo 1985 (33 anni)    | 1,88 m   | Villeneuve-d'Ascq   |
| 24 | Yacine Diop       | A     | 8 ottobre 1995 (22 anni)   | 1,78 m   | Pittsburgh Panthers |
| 35 | Aminata Fall      | C     | 13 agosto 1991 (27 anni)   | 1,93 m   | Geneve Basket       |
| 77 | Ndèye Ndiaye      | G     | 21 luglio 1994 (24 anni)   | 1,80 m   | -                   |
| 84 | Aïcha Sidibé      | C     | 3 dicembre 1995 (22 anni)  | 1,85 m   | -                   |

## Spagna
| La selezione è composta da: \| N. \| Giocatrice \| Ruolo \| Data di nascita (età)* \| Altezza* \| Squadra \| \| -- \| ---------------- \| ----- \| --------------------------- \| -------- \| ----------------- \| \| 4 \| Laura Nicholls \| AG \| 26 febbraio 1989 (29 anni) \| 1,90 m \| Avenida \| \| 5 \| Cristina Ouviña \| G \| 18 settembre 1990 (28 anni) \| 1,73 m \| C.J.M. Bourges \| \| 6 \| Silvia Domínguez \| P \| 31 gennaio 1987 (31 anni) \| 1,65 m \| Avenida \| \| 7 \| Alba Torrens \| AP \| 30 agosto 1989 (29 anni) \| 1,91 m \| UMMC Ekaterinburg \| \| 9 \| Laia Palau \| P \| 10 settembre 1979 (39 anni) \| 1,78 m \| Uni Girona \| \| 10 \| Marta Xargay \| G \| 20 dicembre 1990 (27 anni) \| 1,80 m \| Dinamo Kursk \| \| 15 \| Anna Cruz \| G \| 27 ottobre 1986 (31 anni) \| 1,72 m \| Dinamo Kursk \| \| 18 \| Queralt Casas \| G \| 18 novembre 1992 (25 anni) \| 1,80 m \| Flammes Carolo \| \| 19 \| Belén Arrojo \| AP \| 8 gennaio 1995 (23 anni) \| 1,87 m \| Avenida \| \| 24 \| Laura Gil \| AP \| 24 aprile 1992 (26 anni) \| 1,90 m \| Avenida \| \| 28 \| Beatriz Sánchez \| C \| 20 dicembre 1989 (28 anni) \| 1,90 m \| Uni Girona \| \| 45 \| Astou Ndour \| AP \| 22 agosto 1994 (24 anni) \| 1,98 m \| Cukufova \| * Statura media: 1,83 m, età media: 28 anni. Allenatore: Lucas Mondelo Assistenti: Cesar Ruperez, Isabel Sánchez |                  |       |                             |          |                   |
| N. | Giocatrice       | Ruolo | Data di nascita (età)*      | Altezza* | Squadra           |
| 4 | Laura Nicholls   | AG    | 26 febbraio 1989 (29 anni)  | 1,90 m   | Avenida           |
| 5 | Cristina Ouviña  | G     | 18 settembre 1990 (28 anni) | 1,73 m   | C.J.M. Bourges    |
| 6 | Silvia Domínguez | P     | 31 gennaio 1987 (31 anni)   | 1,65 m   | Avenida           |
| 7 | Alba Torrens     | AP    | 30 agosto 1989 (29 anni)    | 1,91 m   | UMMC Ekaterinburg |
| 9 | Laia Palau       | P     | 10 settembre 1979 (39 anni) | 1,78 m   | Uni Girona        |
| 10 | Marta Xargay     | G     | 20 dicembre 1990 (27 anni)  | 1,80 m   | Dinamo Kursk      |
| 15 | Anna Cruz        | G     | 27 ottobre 1986 (31 anni)   | 1,72 m   | Dinamo Kursk      |
| 18 | Queralt Casas    | G     | 18 novembre 1992 (25 anni)  | 1,80 m   | Flammes Carolo    |
| 19 | Belén Arrojo     | AP    | 8 gennaio 1995 (23 anni)    | 1,87 m   | Avenida           |
| 24 | Laura Gil        | AP    | 24 aprile 1992 (26 anni)    | 1,90 m   | Avenida           |
| 28 | Beatriz Sánchez  | C     | 20 dicembre 1989 (28 anni)  | 1,90 m   | Uni Girona        |
| 45 | Astou Ndour      | AP    | 22 agosto 1994 (24 anni)    | 1,98 m   | Cukufova          |

## Stati Uniti
| La selezione è composta da: \| N. \| Giocatrice \| Ruolo \| Data di nascita (età)* \| Altezza* \| Squadra \| \| -- \| ----------------- \| ----- \| -------------------------- \| -------- \| --------------- \| \| 4 \| Jewell Loyd \| P \| 5 ottobre 1993 (24 anni) \| 1,75 m \| Seattle Storm \| \| 5 \| Kelsey Plum \| P \| 24 agosto 1994 (24 anni) \| 1,75 m \| Las Vegas Aces \| \| 6 \| Sue Bird \| P \| 16 ottobre 1980 (37 anni) \| 1,75 m \| Seattle Storm \| \| 7 \| Layshia Clarendon \| G \| 2 maggio 1991 (27 anni) \| 1,76 m \| Connecticut Sun \| \| 8 \| Morgan Tuck \| AG \| 30 aprile 1994 (24 anni) \| 1,88 m \| Connecticut Sun \| \| 9 \| A'ja Wilson \| AG \| 8 agosto 1996 (22 anni) \| 1,93 m \| Las Vegas Aces \| \| 10 \| Breanna Stewart \| AP \| 27 agosto 1994 (24 anni) \| 1,93 m \| Seattle Storm \| \| 11 \| Elena Delle Donne \| A \| 5 settembre 1989 (29 anni) \| 1,96 m \| Wash. Mystics \| \| 12 \| Diana Taurasi \| G \| 11 giugno 1982 (36 anni) \| 1,82 m \| Phoenix Mercury \| \| 13 \| Nneka Ogwumike \| A \| 2 luglio 1990 (28 anni) \| 1,87 m \| L.A. Sparks \| \| 14 \| Tina Charles \| C \| 5 dicembre 1988 (29 anni) \| 1,93 m \| N.Y. Liberty \| \| 15 \| Brittney Griner \| C \| 18 ottobre 1990 (27 anni) \| 2,03 m \| Phoenix Mercury \| * Statura media: 1,86 m, età media: 28 anni. Allenatore: Dawn Staley Assistenti: Cheryl Reeve, Jennifer Rizzotti |                   |       |                            |          |                 |
| N. | Giocatrice        | Ruolo | Data di nascita (età)*     | Altezza* | Squadra         |
| 4 | Jewell Loyd       | P     | 5 ottobre 1993 (24 anni)   | 1,75 m   | Seattle Storm   |
| 5 | Kelsey Plum       | P     | 24 agosto 1994 (24 anni)   | 1,75 m   | Las Vegas Aces  |
| 6 | Sue Bird          | P     | 16 ottobre 1980 (37 anni)  | 1,75 m   | Seattle Storm   |
| 7 | Layshia Clarendon | G     | 2 maggio 1991 (27 anni)    | 1,76 m   | Connecticut Sun |
| 8 | Morgan Tuck       | AG    | 30 aprile 1994 (24 anni)   | 1,88 m   | Connecticut Sun |
| 9 | A'ja Wilson       | AG    | 8 agosto 1996 (22 anni)    | 1,93 m   | Las Vegas Aces  |
| 10 | Breanna Stewart   | AP    | 27 agosto 1994 (24 anni)   | 1,93 m   | Seattle Storm   |
| 11 | Elena Delle Donne | A     | 5 settembre 1989 (29 anni) | 1,96 m   | Wash. Mystics   |
| 12 | Diana Taurasi     | G     | 11 giugno 1982 (36 anni)   | 1,82 m   | Phoenix Mercury |
| 13 | Nneka Ogwumike    | A     | 2 luglio 1990 (28 anni)    | 1,87 m   | L.A. Sparks     |
| 14 | Tina Charles      | C     | 5 dicembre 1988 (29 anni)  | 1,93 m   | N.Y. Liberty    |
| 15 | Brittney Griner   | C     | 18 ottobre 1990 (27 anni)  | 2,03 m   | Phoenix Mercury |

## Turchia
| La selezione è composta da: \| N. \| Giocatrice \| Ruolo \| Data di nascita (età)* \| Altezza* \| Squadra \| \| -- \| ---------------------- \| ----- \| --------------------------- \| -------- \| -------------- \| \| 0 \| Asena Yalçın \| P \| 4 aprile 1991 (27 anni) \| 1,66 m \| Mersin BŞB \| \| 3 \| Ayşe Cora \| G \| 3 marzo 1993 (25 anni) \| 1,75 m \| Fenerbahçe \| \| 4 \| Olcay Çakır \| P \| 13 luglio 1993 (25 anni) \| 1,82 m \| Yakın Doğu \| \| 7 \| Cansu Köksal \| AP \| 28 aprile 1994 (24 anni) \| 1,87 m \| Galatasaray \| \| 9 \| Bahar Çağlar \| AP \| 28 settembre 1988 (29 anni) \| 1,90 m \| Yakın Doğu \| \| 10 \| Işıl Alben \| P \| 22 febbraio 1986 (32 anni) \| 1,72 m \| Galatasaray \| \| 12 \| Tuğçe Canıtez \| AG \| 10 novembre 1990 (27 anni) \| 1,90 m \| Fenerbahçe \| \| 13 \| Quanitra Hollingsworth \| C \| 15 novembre 1988 (29 anni) \| 1,97 m \| Yakın Doğu \| \| 15 \| Tilbe Şenyürek \| AG \| 26 aprile 1995 (23 anni) \| 1,89 m \| Fenerbahçe \| \| 23 \| Merve Aydın \| AP \| 10 marzo 1994 (24 anni) \| 1,74 m \| Hatay \| \| 28 \| İlayda Güner \| AP \| 5 novembre 1999 (18 anni) \| 1,92 m \| Istanbul Univ. \| \| 33 \| Esra Ural \| C \| 18 agosto 1991 (27 anni) \| 1,98 m \| Fenerbahçe \| * Statura media: 1,84 m, età media: 26 anni. Allenatore: Ekrem Memnun Assistenti: Aziz Akkaya, Emre Vatansever |                        |       |                             |          |                |
| N. | Giocatrice             | Ruolo | Data di nascita (età)*      | Altezza* | Squadra        |
| 0 | Asena Yalçın           | P     | 4 aprile 1991 (27 anni)     | 1,66 m   | Mersin BŞB     |
| 3 | Ayşe Cora              | G     | 3 marzo 1993 (25 anni)      | 1,75 m   | Fenerbahçe     |
| 4 | Olcay Çakır            | P     | 13 luglio 1993 (25 anni)    | 1,82 m   | Yakın Doğu     |
| 7 | Cansu Köksal           | AP    | 28 aprile 1994 (24 anni)    | 1,87 m   | Galatasaray    |
| 9 | Bahar Çağlar           | AP    | 28 settembre 1988 (29 anni) | 1,90 m   | Yakın Doğu     |
| 10 | Işıl Alben             | P     | 22 febbraio 1986 (32 anni)  | 1,72 m   | Galatasaray    |
| 12 | Tuğçe Canıtez          | AG    | 10 novembre 1990 (27 anni)  | 1,90 m   | Fenerbahçe     |
| 13 | Quanitra Hollingsworth | C     | 15 novembre 1988 (29 anni)  | 1,97 m   | Yakın Doğu     |
| 15 | Tilbe Şenyürek         | AG    | 26 aprile 1995 (23 anni)    | 1,89 m   | Fenerbahçe     |
| 23 | Merve Aydın            | AP    | 10 marzo 1994 (24 anni)     | 1,74 m   | Hatay          |
| 28 | İlayda Güner           | AP    | 5 novembre 1999 (18 anni)   | 1,92 m   | Istanbul Univ. |
| 33 | Esra Ural              | C     | 18 agosto 1991 (27 anni)    | 1,98 m   | Fenerbahçe     |